# Contea di Faulkner
La contea di Faulkner, in inglese Faulkner County, è una contea dello Stato dell'Arkansas, negli Stati Uniti. La popolazione al censimento del 2000 era di 86 014 abitanti. Il capoluogo di contea è Conway. Il nome le è stato dato in onore del colonnello Sanford Faulkner.

## Geografia fisica
La contea si trova nella parte centrale dell'Arkansas. L'U.S. Census Bureau certifica che l'estensione della contea è di 1720 km², di cui 1677 km² composti da terra e i rimanenti 43 km² composti di acqua.

### Contee confinanti
- Contea di Cleburne (Arkansas) - nord-est
- Contea di White (Arkansas) - est
- Contea di Lonoke (Arkansas) - sud-est
- Contea di Pulaski (Arkansas) - sud
- Contea di Perry (Arkansas) - sud-ovest
- Contea di Conway (Arkansas) - ovest
- Contea di Van Buren (Arkansas) - nord-ovest

### Principali strade ed autostrade
- Interstate 40
- U.S. Highway 64
- U.S. Highway 65
- Highway 25
- Highway 36
- Highway 60
- Highway 89

## Storia
La Contea di Faulkner venne costituita il 12 aprile 1873 da parte dei territori delle contee di Conway e Pulaski.

## Città e paesi
- Conway
- Damascus
- Enola
- Greenbrier
- Guy
- Holland
- Mayflower
- Mount Vernon
- Quitman
- Twin Groves
- Vilonia
- Wooster